# Кутейников (хутор)
Кутейников — хутор в Милютинском районе Ростовской области.
Входит в состав Селивановского сельского поселения.

## География

### Улицы
| - ул. Бережновка, - ул. Бригадная, - ул. Гаражная, - ул. Заправочная, - ул. Запрудная, - ул. Заречная, - ул. Колхозная, | - ул. Ливадная, - ул. Молодёжная, - ул. Мостовая, - ул. Степная, - ул. Центральная, - ул. Школьная, - пер. Малый. |

## История
Находясь в составе Краснокутской станицы Усть-Медведицкого округа Области Войска Донского, на хуторе существовала Николаевская церковь.

## Население
| 2010 |
| ---- |
| 472  |

## Достопримечательности
Территория Ростовской области была заселена ещё в эпоху неолита. Люди, живущие на древних стоянках и поселениях у рек, занимались в основном собирательством и рыболовством. Степь для скотоводов всех времён была бескрайним пастбищем для домашнего рогатого скота. От тех времен осталось множество курганов с захоронениями жителей этих мест. Курганы и курганные группы находятся на государственной охране.
Поблизости от территории хутора Кутейников Милютинского района расположено несколько достопримечательностей — памятников археологии. Они охраняются в соответствии с Федеральным законом от 25.06.2002 N 73-ФЗ «Об объектах культурного наследия (памятниках истории и культуры) народов Российской Федерации», Областным законом от 22.10.2004 N 178-ЗС «Об объектах культурного наследия (памятниках истории и культуры) в Ростовской области», Постановлением Главы администрации РО от 21.02.97 N 51 о принятии на государственную охрану памятников истории и культуры Ростовской области и мерах по их охране и др.
- Курганная группа «Кутейников» (11 курганов). Находится на расстоянии около 1,0 км к ЮЗ от хутора Кутейникова.
- Курган «Малышкин». Находится на расстоянии около 1,7 км к С от хутора Кутейникова.
- Курган «Круглый». Находится на расстоянии около 0,5 км к ЮВ от хутора Кутейникова.
- Курган «Арбузный». Находится на расстоянии около 1,0 км к СЗ от хутора Кутейникова.
- Местонахождение «1-А». Находится на расстоянии около 0,4 км к Ю от хутора Кутейникова.
- Местонахождение «2-А» Находится на расстоянии около 1,5 км к ВЮВ от хутора Кутейникова[4].